# Mitrephora simeuluensis
Mitrephora simeuluensis är en kirimojaväxtart som beskrevs av Weeras. och Richard M.K. Saunders. Mitrephora simeuluensis ingår i släktet Mitrephora och familjen kirimojaväxter. Inga underarter finns listade i Catalogue of Life.